# Annaberg (district)
Districtul Annaberg este un Kreis în landul Saxonia, Germania.